# Homeobox
L'homeobox o caixa homeòtica és una seqüència de 180 parells de nucleòtids present als gens homeòtics que codifica l'homeodomini (una successió de 60 aminoàcids). Les proteïnes que contenen homeodominis s'anomenen homeoproteïnes i tenen un paper molt important en l'expressió del genoma, ja que són factors de transcripció i, per tant, contribueixen a determinar el desenvolupament de les estructures dels éssers vius seguint els eixos de polaritat del cos.

## Homeobox
És un fragment d'ADN que es troba en els gens relacionats amb la regulació de la morfogènesi (patrons de desenvolupament anatòmic) en animals, fongs i plantes. La seqüència d'ADN que forma l'homeobox té una llargada de 180 parelles de bases, sense comptar els introns, i codifica una cadena proteica de 60 residus coneguda com a domini homeobox o homeodomini. Així, cal diferenciar entre la regió de la seqüència gènica, que es coneix com a homeobox, i la regió corresponent de la proteïna coneguda com a homeodomini.
Els gens són les unitats de transmissió de caràcters i s'expressen mitjançant un mecanisme anomenat transcripció. Per tal que es produeixi la transcripció, cal que actuin diversos reguladors que s'uneixen a l'ADN en unes zones específiques, activant o bé inhibint el procés. Les proteïnes amb homeodominis que codifiquen els gens homeòtics actuen com a reguladors transcripcionals. Aquests factors de transcripció regulen la transcripció d'altres gens i, per tant, són imprescindibles en el desenvolupament d'organismes pluricel·lulars. Els gens de l'homeobox i les proteïnes que codifiquen (anomenades homeoproteïnes) han resultat ser crucials en el procés de desenvolupament d'organismes pluricel·lulars, perquè actuen com a factors de transcripció. Per tant, regulen la transcripció (és a dir, la transferència d'informació d'ADN a ARN missatger) d'altres gens que dirigeixen el desenvolupament dels diferents segments corporals i indiquen quina classe d'estructures cal que desenvolupin. Com per exemple, un cas concret on es desenvolupen antenes al cap i potes en els tres segments toràcics, com s'aprecia en les mosques Drosophila mutants per aquests gens. Igualment, s'han trobat en alguns llevats i plantes i molts animals que s'han examinat fins al dia d'avui. Per tant, diem que els gens homeòtics són aquells que contenen una regió d'ADN que codifica específicament un domini proteic (agrupacions globulars o clústers de cadenes polipeptídiques constituïdes per més de 200 aminoàcids) que pot enllaçar-se amb l'ADN i actuar com a regulador de transcripció.

### Gens homeòtics
El nom d'homeobox deriva de la paraula “gens homeòtics”, però l'homeobox és un motiu seqüencial, mentre que “homeòtic” és una descripció funcional d'aquells gens que causen transformacions homeòtiques, és a dir, que determinen el destí del desenvolupament d'un òrgan o part del cos. Els gens homeòtics constitueixen una família gènica que comparteix una seqüència d'ADN concreta: l'anomenada homeobox.
Els gens homeòtics codifiquen factors de transcripció específics. Aquestes proteïnes reguladores són activadores o repressores de gens que controlen l'expressió dels gens responsables d'estructures anatòmiques específiques. Com que la formació d'una simple estructura (com ara una cama) requereix l'acció conjunta de centenars de milers de gens, es considera que els gens homeòtics són els que controlen i regulen els esmentats gens i programen certes vies de desenvolupament. Com a conseqüència, contribueixen a determinar l'estructura anatòmica de l'organisme durant la morfogènesi (un dels processos biològics més importants en els éssers vius que consisteix a desenvolupar la forma concreta de l'organisme). És aquesta la raó per la qual si es produeix una mutació en algun d'aquests gens, poden aparèixer trastorns greus durant el desenvolupament. Per exemple, les mutacions que apareixen en els gens HOX, PAX i MSX poden causar malformacions que impedeixen un creixement correcte de l'organisme. En el cas d'un canvi en l'homeobox HOX, apareixerà una malformació en les extremitats. Igualment, alguna variació en l'homeobox MSX, pot provocar malformacions facials o bé dentals. I per acabar, alguna mutació en els homeobox PAX desencadenarà una malaltia relacionada amb la visió. Els canvis que suposen aquestes modificacions dels gens homeòtics s'anomenen "transformacions homeòtiques". Així per exemple, una versió mutant del gen que codifica la proteïna homeòtica toràcica determina que també s'expressi en el segment cefàlic. En aquest lloc se sobreposa amb la proteïna normal activadora del gen de les antenes i designa el segment com a toràcic en comptes de cefàlic, la qual cosa produeix el desenvolupament de potes en lloc d'antenes.
Els gens homeòtics no només regulen la formació d'òrgans, sinó també la diferenciació (procés pel qual les cèl·lules maduren fins a especialitzar-se amb una funció concreta). Alhora, alguns d'aquests gens poden actuar com a supressors de tumors; és a dir, prevenen que les cèl·lules creixin de manera descontrolada i es divideixin massa ràpid. Per tant, una deficient actuació d'alguns gens homeòtics pot arribar a suposar l'aparició d'un càncer en un futur.
A l'hora de parlar sobre com s'agrupen els gens homeòtics, podem classificar-los en funció de diversos aspectes. D'una banda, fent referència a la funció que realitzen, s'hi distingeixen tres tipus diferents. En primer lloc tenim els gens homeòtics maternals, que determinen quina és la part anterior i superior de l'organisme. En segon lloc tenim els gens de segmentació, que són els encarregats de determinar la posició de cada segment. I per acabar, els selectors homeòtics, que s'encarreguen de distribuir l'especialització de cada segment.

#### Gens HOX
Els gens HOX són un subgrup de gens homeòtics que controlen el desenvolupament d'estructures en l'eix anterior-posterior d'una gran varietat d'animals. Tots els gens HOX són gens homeòtics, però no tots els gens homeòtics són gens HOX.

Els dominis homeobox es van descobrir quan s'estudiaven animals que tenien uns determinats gens mutats i presentaven parts del cos a llocs incorrectes, i que van ser descrits com “mutants homeòtics”. Quan es van identificar els gens responsables de les mutacions van veure que compartien un motiu comú, al qual anomenaren homeobox. Actualment es considera que aquests gens que van trobar, que mutats eren els responsables del creixement d'òrgans a llocs inadequats, pertanyen a un subgrup de gens homeòtics, que actualment anomenem gens HOX. Cal tenir en compte que el motiu de l'homeobox es troba en molts gens que no són HOX.

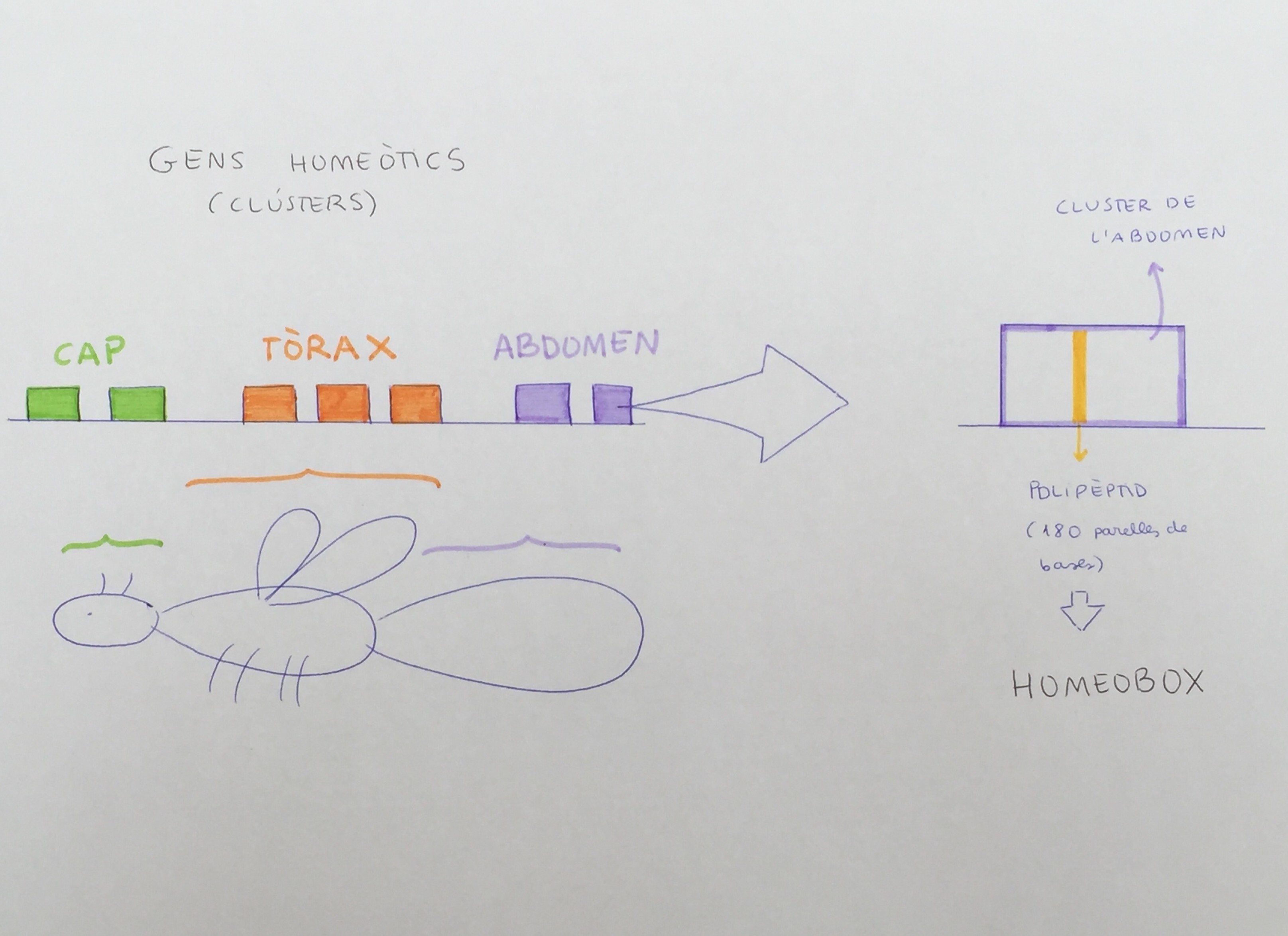
Esquema on es veuen representats els diferents clústers d'un gen homeòtic.

Els gens HOX es troben en clústers als cromosomes. Així, el terme <HOX clúster> fa referència a un grup de gens homeòtics que tenen una funció molt important en la formació d'estructures en la part anterior-posterior de l'eix corporal. Cal remarcar que la quantitat de clústers que té l'organisme depèn de l'ésser viu en qüestió. Els vertebrats mandibulats, per exemple, tenen quatre HOX clústers, mentre que els nematodes, artròpodes i cefalocordats tenen un sol clúster. En els mamífers aquests quatre clústers es designen HOX A, HOX B, HOX C i HOX D, i es troben cadascun en un cromosoma separat. Els gens HOX estan molt conservats, mostrant una similtud remarcable amb la seqüència d'ADN. En tots els embrions dels animals estudiats, els gens HOX presenten colinealitat: la seva seqüència d'expressió de segments corporals del cap a la cua reflecteix el seu arranjament lineal en els clústers de gens homeòtics. Dit d'una altra manera, si les diferents regions de l'insecte, per exemple, són cap, tòrax i abdomen, els gens homeòtics corresponents es trobaran en la seqüència d'ADN en el mateix ordre. Dit d'una altra manera, primer els gens que contenen informació del cap, després els que contenen característiques del tòrax i per acabar aquells encarregats de l'abdomen.
Els coneixements acumulats al llarg dels darrers trenta anys en la genètica del desenvolupament han permès demostrar que animals tan diversos com els insectes, els ratolins o fins i tot els humans compartim les mateixes seqüències homeòtiques, i consegüentment, els mateixos patrons de desenvolupament. Tant és així que els gens HOX són intercanviables entre espècies: un gen HOX humà és capaç de curar una mosca que tingui mutat el gen equivalent.

### Descobriment

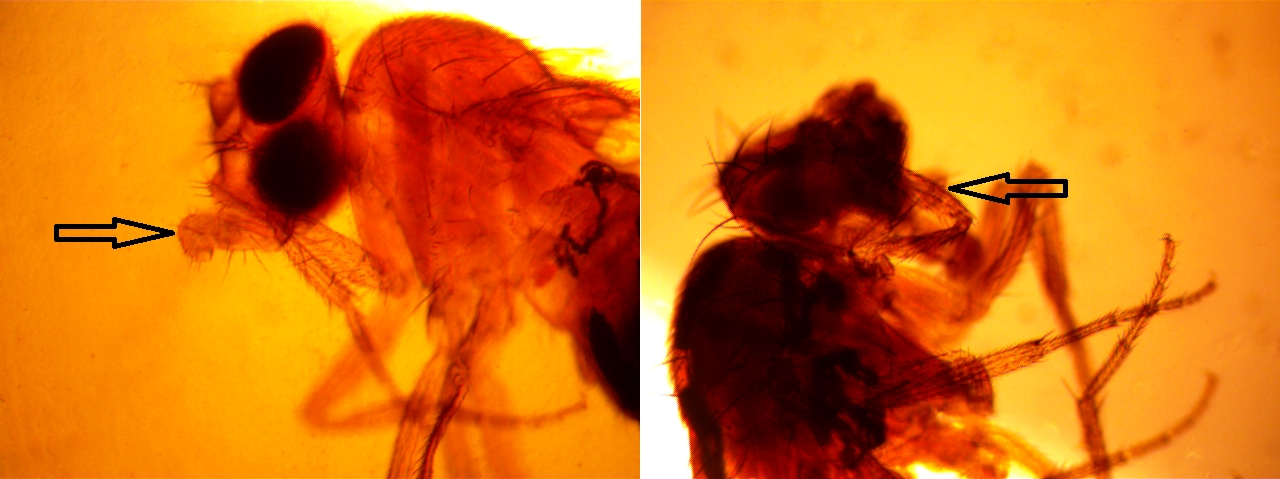
Comparació de fotografies fetes amb el microscopi òptic de les estructures del cap de la Drosofila melanogaster: normal a l'esquerra i mutada amb la mutació "Antennapedia" (potes en el lloc de les antenes) a la dreta.

L'homeobox va ser descobert de manera independent el 1983 per Ernst Hafen, Micheal Levine i William McGinnis, que treballaven al laboratori de Walter Gehring, de la Universitat de Basilea (Suïssa); i per Matthew Scott i Amy Weiner, que treballaven amb Thomas Kaufman a la Universitat Indiana de Bloomington.
La primera vegada que es va tenir coneixement sobre l'existència de l'homeobox va ser gràcies a un experiment de la Drosophila melanogaster, un insecte de l'ordre dels dípters. No obstant això, actualment se sap que molts altres animals també presenten homeobox, incloent-hi els vertebrats. Durant la investigació amb la Drosophila, es va observar que hi havia uns radicals alterats resultants d'unes mutacions en els gens homeòtics. És per això que aquestes mutacions es van anomenar “mutacions homeòtiques”. Un exemple d'aquesta mutació és l'"Atennapedia", un cas molt peculiar que consisteix en l'aparició de potes a la regió del cap de la mosca en comptes d'aparèixer les antenes.

## Homeoproteïnes
Les homeoproteïnes són productes dels gens homeòtics i són traduïdes als ribosomes a partir dels homeobox. Aquest tipus concret de proteïnes tenen la capacitat específica de fixar-se a un fragment de l'ADN. Aquest fet suposa que les homeoproteïnes siguin considerades un grup important de factors de transcripció, és a dir, proteïnes que poden regular l'expressió gènica al nucli com a resposta a senyals citoplasmàtiques. Estan especialment actives durant l'etapa de desenvolupament cel·lular i s'encarreguen bàsicament de la regulació de la morfogènesi i de la diferenciació cel·lular durant la formació de l'embrió.

### Estructura

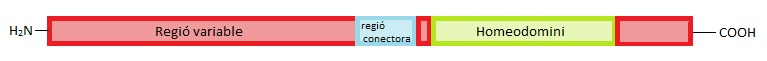
Esquema de la estructura de una homeoproteina.

Les homeoproteïnes estan formades per tres regions principals: una regió variable que depèn de l'espècie estudiada, una regió connectora i l'homeodomini. Malgrat tot, aquestes proteïnes són majoritàriament similars en els diferents éssers vius.

#### L'homeodomini, la part constant de la homeoproteina
Quant a la successió d'aminoàcids, o altrament dita estructura primària de la proteïna, la figura mostrada en aquest apartat ensenya l'homeodomini que s'ha consensuat després d'anys d'investigació i experimentació amb espècies vives en les quals s'ha estudiat aquesta part concreta de la proteïna. En total, és una cadena d'uns 60 aminoàcids: 

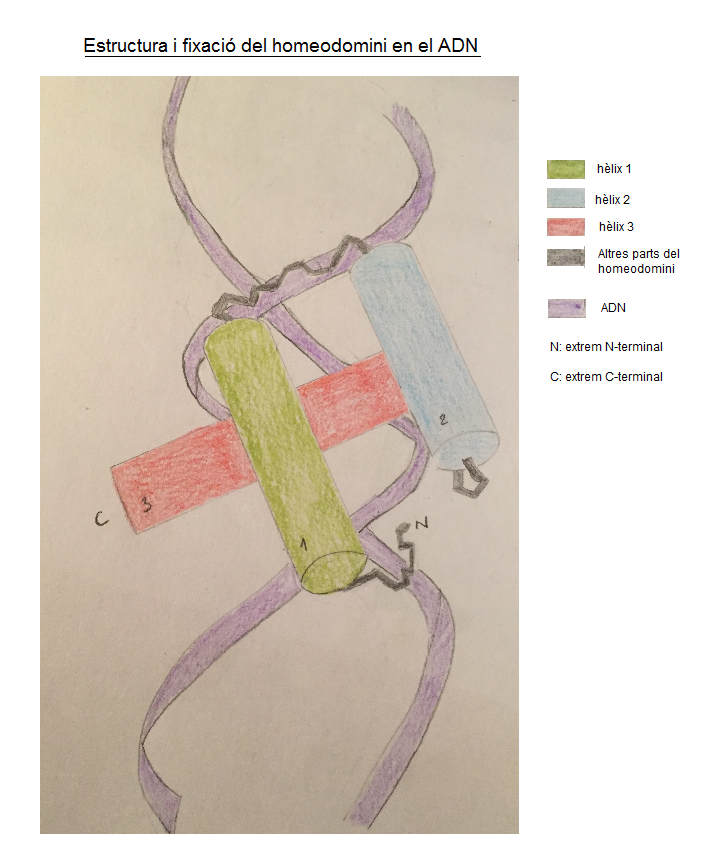
Estructura i fixació del homeodomini en el ADN. Adaptat i traduït de Alberts B. et al: Molecular biology of the Cell
6th Edition

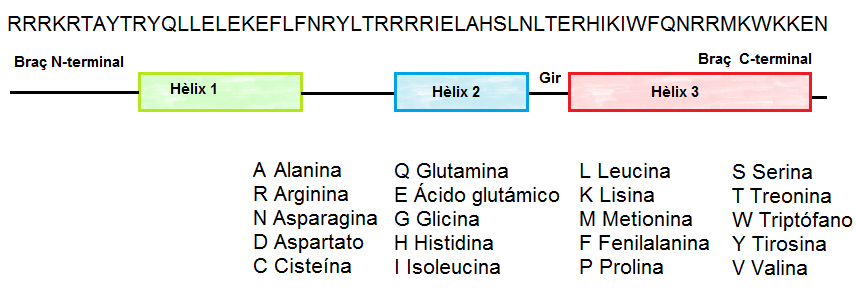
Seqüència consensuada (estructura primària) de l'homeodomini (a dalt) i repartició dels aminoàcids segons els motius (estructura secundària) trobats en aquest (a baix).

Pel que fa a la conformació en l'espai d'aquests aminoàcids, és a dir, l'estructura secundària, l'homeodomini està caracteritzat per tres estructures en hèlix-α superposades mitjançant enllaços d'hidrogen. La primera hèlix α de l'homeodomini començant per l'amino terminal està formada per 8 aminoàcids (del 10 al 22). La segona té una longitud de 10 aminoàcids (del 28 al 38) i es col·loca de forma que la primera i la segona ocupen posicions antiparal·leles. Una tercera hèlix (17 aminoàcids, del 42 al 59) està disposada de manera perpendicular a les altres dues i se l'anomena l'hèlix de reconeixement. Els seus aminoàcids, que són diferents depenent del tipus concret de proteïna, reconeixen regions específiques de l'ADN a les quals la proteïna es fixa. La segona i tercera hèlix són les que fan possible la unió amb l'ADN mitjançant enllaços d'hidrogen i formen un motiu hèlix-gir-hèlix. És aquest motiu el que pot inserir-se al solc d'ADN. Un cop feta aquesta unió específica, la proteïna passa a ser transcripcionalment activa i pot regular l'expressió gènica d'aquest fragment d'ADN. A més a més, existeixen altres llocs de fixació secundaris que es troben localitzats als braços de les tres hèlixs de l'homeodomini. Per exemple, un residu d'arginina d'un bucle flexible de la proteïna pot lligar-se a l'ADN per fixar-la.
Aquesta estructura és fonamental pel bon funcionament de les proteïnes, ja que si aquestes perden la seva estructura tridimensional, com en el cas de ser desnaturalitzades a causa de la calor, no són capaces ni de reconèixer ni d'unir-se a l'ADN i tampoc de controlar la transcripció gènica.

### Funcions i importància biològica
En termes genèrics, les homeoproteïnes tenen un paper molt rellevant en el desenvolupament embrionari dels organismes. Regulen l'expressió gènica i són les encarregades de la formació d'estructures corporals durant aquest període de l'embaràs. Molts homeodominis són els inductors de la diferenciació cel·lular per tal de produir teixits i òrgans sencers. Altres proteïnes del mateix tipus, com per exemple les NANOG, estan directament relacionades amb la pluripotència. En els primers moments de desenvolupament de la cèl·lula, el transductor de l'homeoproteïna participa en els patrons dels teixits, en l'orientació de la cèl·lula i en els moviments d'aquesta. La presència de mutacions a les homeoproteïnes, que s'han investigat en els últims anys en la Drosophila melanogaster, provoca un desenvolupament equivocat de certs segments corporals. Com a exemple, destaquem l'homeoproteïna anomenada factor de transcripció Pit-1. El dèficit d'aquesta homeoproteïna en concret acaba provocant un nanisme hipofisiari en humans.
Així doncs, les homeoproteïnes són proteïnes missatgeres. És a dir, són factors de transcripció secretats per una cèl·lula determinada que entren en una altra cèl·lula per tal de modular l'activitat fisiològica de la cèl·lula diana. Com que estem parlant de factors de transcripció, cal recordar que no hi ha cap senyal peptídic que n'activi la secreció. Una homeoproteïna és secretada en la cèl·lula on es forma gràcies a una estructura que es troba entre l'hèlix 2 i 3 de l'homeodomini. El que permet que la proteïna entri a la cèl·lula diana és la tercera hèlix de l'homeodomini.
Les homeoproteïnes han jugat també un paper molt important en l'evolució dels organismes vius. N'és un cas concret la mutació de gens homeòtics que va provocar l'aparició d'un crani anormalment gran en un avantpassat de l'home d'avui dia. Aquest fet va suposar un augment de volum i d'espai, que va permetre una ampliació del cervell i, al llarg del temps, això es va traduir en més capacitat cognitiva. Aquesta última li va proporcionar un avantatge respecte altres individus i mitjançant el mecanisme de selecció natural va evolucionar fins a l'actualitat.
Com a cas concret, les homeoproteïnes Q50 han estat crucials durant l'evolució dels metazous. Una teoria suggereix que aquestes homeoproteïnes regulaven només cent gens, i que les noves morfologies que van sorgir en alguns organismes de llavors van aparèixer perquè aquestes homeoproteïnes van adquirir nous gens diana. Hi ha una altra teoria, anomenada model d'"unió generalitzada", que proposa que a més d'aquesta commutació de gens diana les morfologies alterades que apareixien en aquells organismes que estaven evolucionant podrien ser el resultat de modificacions en la manera en com les homeoproteïnes Q50 regulen els gens diana existents i compartits. Els canvis en el nombre o la posició dels motius de reconeixement dels homeodominis dins dels gens diana existents o l'evolució dels llocs d'unió per nous cofactors podrien haver alterat la manera en què aquests gens i teixits diana responen a les homeoproteïnes. Aquestes teories i estudis estan encara en una fase molt inicial, ja que per avaluar com les homeoproteïnes Q50 han afectat l'evolució dels éssers vius és necessari entendre el rang de gens diana que aquestes regulen de manera directa.

### Membres atípics de la família de les homeoproteïnes: HNF1 i vHNF1
HNF1 i vHNF1 són dos factors de transcripció que mostren una gran similitud en regions de les molècules implicades en la unió amb l'ADN. Ambdós van ser inicialment identificats en hepatòcits, tot i que també s'expressen en altres òrgans. La majoria dels homeodominis de les homeoproteïnes comparteixen, a part de l'estructura tridimensional, una sèrie de residus conservats de naturalesa aminoacídica. D'aquesta manera, els homeodominis poden ser classificats en subfamílies tenint en compte el tipus d'aquests residus. HNF1 i vHNF1 poden incloure's en la família de les homeoproteïnes a causa de la presència d'aquests residus conservats i per l'estructura secundària general del domini. De totes maneres, aquests dos factors de transcripció mostren una característica que els separa de la resta: una regió de 21 aminoàcids entre l'hèlix II i l'hèlix III de l'homeodomini, lloc on normalment es localitza el gir beta característic d'aquest domini.
Aquest tret únic de HNF1 i vHNF1 els situa evolutivament pròxims. Es considera que van derivar d'un avantpassat comú allunyat de la resta dels factors de la família de les homeoproteïnes. Molt probablement la duplicació gènica que ha donat lloc als gens actuals per a HNF1 i vHNF1 va ocórrer després de la separació de la família dels tetràpodes i dels teleòstis, però abans de la separació dels mamífers i els amfibis. És a dir, es calcula que va succeir fa aproximadament uns 420 milions d'anys. Això ho suggereix el fet que el salmó té només un gen homòleg per a aquests factors, mentre que espècies com Xenopus laevis posseeixen gens per ambdós factors de transcripció.

### Possibles aplicacions clíniques
Durant els darrers anys s'han realitzat diversos estudis científics que relacionen l'activitat de les homeoproteïnes amb l'aparició o el tractament d'anomalies i malalties en l'organisme. Un exemple concret d'aquestes investigacions és que la transferència de l'homeoproteïna Otx2 en neurones inhibitòries de parvalbúmina (cèl·lules PV) del còrtex visual regula la plasticitat cortical. El desxiframent molecular de la interacció de la Otx2 amb llocs d'unió a la superfície d'aquestes neurones PV ha permès el desenvolupament d'un antagonista de Otx2 específic que retorna la plastifitat en el còrtex d'adults i cura a ratolins de l'ambliopia experimental, una malaltia d'origen neurològic. Seguint aquests estudis, s'està revisant també l'ús d'homeoproteïnes com a proteïnes terapèutiques en glaucoma de ratolí i en la malaltia de Parkinson. Finalment, es revisa l'ús de homeoproteins com
proteïnes terapèutiques en models de ratolí de glaucoma i la malaltia de Parkinson. En aquest últim cas, aquestes homeoproteïnes determinades protegeixen les neurones dopaminèrgiques mesencefàliques mitjançant l'augment de la traducció local del mRNA mitocondrial del complex I.